# Juan Ignacio Duma
Juan Ignacio Duma (Vedia, 8 dicembre 1993) è un calciatore argentino, attaccante del Santiago Wanderers.

## Caratteristiche tecniche
È un'ala sinistra.

## Palmarès
- Campionato cileno: 1

Universidad de Chile: 2012 (A)
- Coppa del Cile: 1

Universidad de Chile: 2012-2013